# Filmski kadar
Filmski kadar ili samo kadar (fr. cadre – „okvir“, „osnova“), pojedinačna je slika na filmskoj traci. Individualni kadrovi razdvojeni su linijama kadrova. Uobičajeno, 24 kadra potrebno je za jednu sekundu filma. Kod običnog snimanja, kadrovi se fotografišu automatski, jedan za drugim, pomoću filmske kamere. Kada su u pitanju specijalni efekti ili animacija, kadrovi se obično slikaju jedan po jedan.
Više kadrova kojim je zajedničko vreme i prostor čine scenu, više scena čine sekvencu. Kadrovi, scene i sekvence samo su obimna građa za film. Posle mnogo izbora – odbacivanja – što je suština montaže - film dobija konačan oblik za prikazivanje.
U teoriji filmske fotografije, kadar se definiše i kao jedinica filmskog izlaganja, odnosno deo filma u kojem se bez ikakvih prekida prati prizor, zbivanje. Može se reći i da je filmski kadar prostor koji filmska kamera obuhvata snimanjem.

## Spoljašnje veze
- The image areas on a 35 mm film frame